# تشارلز إريك مين
تشارلز إريك مين (بالإنجليزية: Charles Eric Maine)‏ (21 يناير 1921، ليفربول في المملكة المتحدة - 30 نوفمبر 1981، لندن في المملكة المتحدة)؛ كاتب سيناريو، صحفي وروائي بريطاني.

## روابط خارجية
- تشارلز إريك مين على موقع IMDb (الإنجليزية)
- تشارلز إريك مين على موقع أول موفي (الإنجليزية)
- تشارلز إريك مين على موقع قاعدة بيانات الفيلم (الإنجليزية)
- تشارلز إريك مين على موقع كينوبويسك (الروسية)